# Galtara notabilis
Galtara notabilis är en fjärilsart som beskrevs av De Toulgoët 1980. Galtara notabilis ingår i släktet Galtara och familjen björnspinnare. Inga underarter finns listade i Catalogue of Life.